# Miriam miente
Miriam miente (český festivalový název: Miriam lže) je dominikánsko-španělský dramatický film z roku 2018. Snímek pojednává o rasových nerovnostech v Dominikánské republice prostřednictvím mladé Miriam. Je to třetí film režisérů Eriola Estrady a Natalie Cabral. Děj se odehrává v hlavním městě Dominikánské republiky Santo Domingu. Příběh pojednává o životních otázkách 14leté Miriam, které úzce souvisí s rasovou nerovností v Dominikánské republice. Hlavní roli ve filmu ztvárnila Dulce Rodríguez. Film měl světovou premiéru v roce 2018 na Mezinárodním filmovém festivalu v Karlových Varech.

## Děj

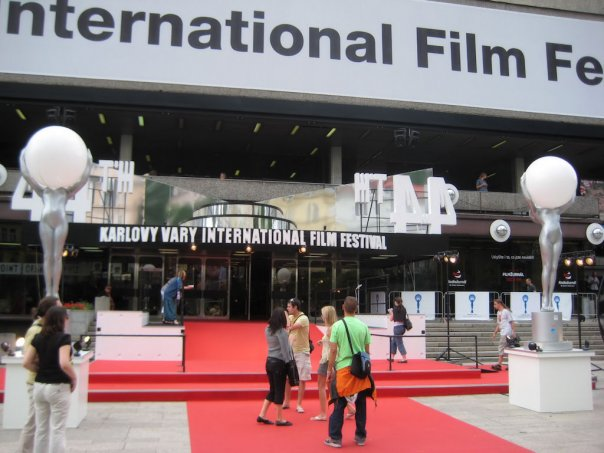
Filmový festival Karlovy Vary, kde byl snímek poprvé představen

Oslava patnáctých narozenin Miriam se blíží a její matka jí chce udělat velkou oslavu. Miriam si má najít partnera k tanci a v té době už si nějakou dobu psala prostřednictvím internetu s chlapcem Jean-Louisem. Kvůli tlaku její rodiny se Miriam s Jean-Louisem sejde v akváriu, ale po zjištění že Jean-Louis má tmavou pleť bez rozloučení uteče. Jejím kamarádkám i rodině namluví, že je Jean-Louis běloch z velmi dobré rodiny. Miriam začne plést složitou síť lží, protože neví jak říct rodině, že Jean-Louis není běloch. Sama Miriam je míšené rasy, ale celý její život jí bylo vtloukáno, že si má najít partnera, který bude mít světlou pleť. Po zjištění, že rodiče její matky nikdy nepřijali jejího otce, kvůli jeho rase, začne Miriam propadat do krize o její identitě. Příběh končí velmi realisticky - všechny její lži vyjdou na povrch. 

## Obsazení
- Frank Perozo jako Miguel
- Roger Wasserman jako klavírista
- Ana Maria Arias jako paní Teresa
- Cecile van Welie jako Laura
- Pachy Méndez jako Tere
- Margaux Da Silva jako Claudia
- Fidia Peralta jako Martha
- Vicente Santos jako Fernando
- Dulce Rodríguez jako Miriam
- Carolina Rohana jako Jennifer
- Maria Castillo jako Tata
- Georgina Duluc jako choreografka
- Isabel Cristina Polanco jako Soraya
- Alexander Bergés jako komorník Jennifer
- Manuel Chapuseaux jako Raúl
- Beatriz Machuca jako Patricia
- Uxio Lis jako otec Jennifer
- Cristobalina Morel jako paní Orquidea
- Giordano Hernandez jako Raúl

## Ocenění a nominace[8][9]

### Chicago International Film Festival 2018
| Nominace Gold Hugo | New Directors Competition Natalia Cabral Oriol Estrada |

### Gijón International Film Festival 2018
| Vítěz ALMA Award | Oriol Estrada Natalia Cabral |

### Guadalajara International Film Festival 2019
| Nominace Ibero-America Competition | Best Picture Natalia Cabral Oriol Estrada |

### Havana Film Festival 2018
| Vítěz Sara Gómez Award | For Mi mejor amigo |

### Havana Film Festival New York 2019
| Nominace Havana Star | Best Film Natalia Cabral Oriol Estrada |

### Huelva Latin American Film Festival 2018
| Vítěz Cima Award    | Amanda Villavieja                      |
| Winner Golden Colon | Best Film Natalia Cabral Oriol Estrada |

### Karlovy Vary International Film Festival 2018
| Vítěz Award of Ecumenical Jury - Special Mention | Oriol Estrada Natalia Cabral           |
| Nominace Crystal Globe                           | Best Film Oriol Estrada Natalia Cabral |

### La Silla 2020
| Vítěz Premio La Silla    | Mejor Película Natalia Cabral (Producer) Oriol Estrada (Producer) |
| Vítěz Premio La Silla    | Mejor Director Natalia Cabral (Director) Oriol Estrada (Director) |
| Vítěz Premio La Silla    | Mejor Guion Natalia Cabral (writer) Oriol Estrada (writer)        |
| Vítěz Premio La Silla    | Mejor Canción "Las Pequeñas Cosas"                                |
| Vítěz Premio La Silla    | Mejor Actriz Secundaria Pachy Méndez                              |
| Vítěz Premio La Silla    | Mejor Diseño de Cartel Oriol Estrada                              |
| Nominace Premio La Silla | Mejor Cinematografía Israel Cárdenas                              |
| Nominace Premio La Silla | Mejor Productor Natalia Cabral Oriol Estrada Pablo Mustonen       |
| Nominace Premio La Silla | Mejor Actor Vicente Santos                                        |
| Nominace Premio La Silla | Mejor Actor Secundario Frank Perozo                               |
| Nominace Premio La Silla | Mejor Actriz Secundaria Carolina Rohana                           |
| Nominace Premio La Silla | Mejor Dirección de Arte Monica De Moya                            |
| Nominace Premio La Silla | Mejor Dirección de Casting Katyuska Licairac                      |
| Nominace Premio La Silla | Mejor Edición Natalia Cabral Oriol Estrada Aina Calleja           |
| Nominace Premio La Silla | Mejor Maquillaje Odette Pedie                                     |
| Nominace Premio La Silla | Mejor Vestuario Gina Terc                                         |

### Lima Latin American Film Festival 2019
| Nominace Best Film | Official Competition (Fiction) Natalia Cabral Oriol Estrada |

### Palm Springs International Film Festival 2019
| Nominace Cine Latino Award | Natalia Cabral Oriol Estrada |

### Seattle International Film Festival 2019
| Nominace Ibero American Competition | Natalia Cabral Oriol Estrada |

### Soberano 2019
| Vítěz Soberano | Best Film (Mejor Película) Natalia Cabral Oriol Estrada Jordi Comellas            |
| Vítěz Soberano | Best Actress (Mejor Actriz) Dulce Rodríguez                                       |
| Vítěz Soberano | Best Director (Mejor Director) Natalia Cabral (director) Oriol Estrada (director) |

### São Paulo International Film Festival 2018
| Nominace New Directors Competition | Best Film Natalia Cabral Oriol Estrada |

### Toulouse Latin America Film Festival 2019
| Vítěz French Critics' Discovery Award | Best Film Natalia Cabral Oriol Estrada               |
| Nominace Grand Prix                   | Long-métrage de fiction Natalia Cabral Oriol Estrada |